# Nota de 100 euros
A nota de cem euros (€100) é uma das notas de euro de maior valor e tem sido usada desde a introdução do euro (em sua forma em espécie) em 2002. É a terceira maior nota, medindo 147 x 82mm, com um esquema de cor verde. O estilo arquitetônico representado na nota de cem euros retrata os estilos barroco e rococó.  É usada nos 22 países que têm o euro como moeda única (20 deles a adotando legalmente).
O período de transição durante o qual as moedas e notas antigas foram trocadas pelas do euro durou cerca de dois meses, até 28 de fevereiro de 2002. A data oficial em que as moedas nacionais deixaram de ter curso legal variou de estado-membro para estado-membro. A que mais se estendeu foi na Alemanha, onde o marco deixou oficialmente de ser legal em 31 de dezembro de 2001, embora o período de troca tenha durado por mais dois meses. Mesmo depois que as antigas moedas deixaram de ter valor legal, elas continuaram a ser aceitas pelos bancos centrais nacionais por períodos que variam de dez anos até sempre.
Os recursos de segurança presentes na nota são o holograma, a constelação EURion, marcas d'água, impressão em relevo, tinta opticamente variável, microimpressão, tinta ultravioleta, um filete de segurança, superfície emaranhada, perfurações, ver através do número, código de barras e número de série. É feita de fibra de algodão. Em setembro de 2011, havia aproximadamente 1 588 471 700 notas de €100 em circulação por toda a Zona Euro.

## História
O euro foi estabelecido em 1 de janeiro de 1999, quando veio a ser a moeda de mais de 300 milhões de pessoas na Europa. Durante os primeiros três anos de sua existência, o euro foi uma moeda invisível, usada apenas em contabilidade. O euro em espécie não foi introduzido até 1 de janeiro de 2002, quando substituiu as notas e moedas de 12 países da Zona Euro, como, por exemplo, a libra irlandesa e a lira italiana.
Legalmente, tanto o Banco Central Europeu quanto os bancos centrais dos países da Zona Euro têm o direito de emitir as sete diferentes notas de euro. Na prática, apenas os bancos centrais nacionais da zona emitem e retiram, fisicamente, notas de euro. O Banco Central Europeu não tem um caixa e não está envolvido em quaisquer operações de tesouraria.

### Mudanças
Até aos dias de hoje só houve uma série de notas de euro, entretanto uma segunda série, semelhante à atual, está prevista para ser introduzida nos próximos anos. As notas emitidas têm a assinatura do presidente do Banco Central Europeu, Wim Duisenberg, que foi substituído em 1 de novembro de 2003 por Jean-Claude Trichet, cuja assinatura aparece nas edições de novembro de 2003 a março de 2012. As notas emitidas a partir de março de 2012 contêm a assinatura do terceiro presidente do Banco Central Europeu, Mario Draghi.
Em junho de 2012, as atuais edições não refletem a expansão da União Europeia a 27 Estados-membros: o Chipre não é retratado nas notas atuais, pois o mapa não se estende além do leste europeu e Malta também está faltando, pois não atende ao tamanho mínimo para representação. 
Como o Banco Central Europeu pretende redesenhar as notas a cada sete ou oito anos, uma segunda série de notas já está em preparação. Novas técnicas anti-falsificação e produção serão empregadas nas notas novas, mas o desenho será o mesmo em tema e cores ao da série atual; pontes e arcos. No entanto, ainda assim seria reconhecida como nova série.

## Desenho

As notas impressas a partir de 2012 irão mostrar a assinatura do terceiro [[Lista de presidentes do Banco Central Europeu
|presidente do BCE]], Mario Draghi.

A nota de cem euros mede 147×82mm e tem um esquema de cor verde. Todas as notas retratam pontes e arcos/portais em um estilo europeu histórico diferente; a nota de cem euros exibe o estilo barroco e rococó (entre os séculos XVII e XVIII). Embora os projetos originais de Robert Kalina tivessem a intenção de mostrar monumentos reais, por razões políticas a ponte e a arte são exemplos meramente hipotéticos de arquitetura.
Como todas as notas de euro, ela contém a denominação, a bandeira da União Europeia, a assinatura do presidente do BCE e as iniciais do banco em diferentes idiomas da UE, uma representação dos territórios ultramarinos da UE, as estrelas da bandeira da UE e os doze recursos de segurança listados abaixo.

### Recursos de segurança
A nota de cem euros é protegida por:
- Um holograma: incline a nota e pode-se ver a imagem do holograma entre o valor e uma janela ou portal, mas ao fundo, pode-se ver círculos concêntricos de microletras coloridos como arco-íris movendo-se do centro para as bordas do fragmento;[15]
- A constelação EURion;[8]
- Marcas d'água;[8]
- Microimpressão:[8] em várias áreas da nota pode-se ver microimpressões, por exemplo, dentro do "ΕΥΡΩ" (EURO em caracteres gregos) no anverso. Precisa-se de uma lupa para vê-la. O texto minúsculo é nítido, e não borrado;[16]
- Tinta invisível:[8] sob luz ultravioleta, o papel em si não deve brilhar, as fibras incorporadas no papel devem aparecer, e devem ser de cor vermelha, azul e verde, a bandeira da União Europeia parece verde e tem estrelas alaranjadas, a assinatura do presidente do BCE fica verde, as estrelas grandes e os círculos pequenos na frente brilham, e o mapa europeu, uma ponte e o número do valor da nota na parte de trás aparecem em amarelo;[16]
- Impressão em relevo:[8] métodos especiais de impressão faz a tinta parecer sobrelevada ou mais espessa na imagem principal, na inscrição e nos números do valor na frente das notas. De modo a sentir a impressão em relevo, passe seu dedo sobre ela ou arranhe suavemente com a unha;[17]
- Um filete de segurança;[8][18]
- Superfície emaranhada;[8][17]
- Perfurações;[8][18]
- Código de barras;[8]
- Número de série.[8]

As notas de 100 euros são feitas de pura fibra de algodão, o que aumenta sua durabilidade, bem como as faz ter sensação tátil ímpar. O código impresso está posicionado ao lado direito da estrela das 9 horas.

## Circulação
Em setembro de 2011, havia cerca de 1 588 471 700 de notas de €100 em circulação em toda a Zona Euro. O que soma aproximadamente 158 847 166 700 € em notas de €100. O Banco Central Europeu está a acompanhar atentamente a circulação e o estoque de moedas e notas de euro. É uma tarefa do Eurosystem assegurar uma oferta eficiente e harmoniosa de notas e manter sua integridade por toda a área do euro.

## Rastreamento
Existem várias comunidades de pessoas a nível europeu que, como um hobby, mantêm o controle das notas que passam por suas mãos, e sabem por onde elas viajaram usando o EuroBillTracker. O objetivo é registrar tantas notas quanto possível, a fim de saber detalhes sobre sua propagação, como de onde e para onde viajam em geral, segui-las, como onde uma nota foi vista em particular, e gerar estatísticas e rankings, por exemplo, em quais países há mais notas. EuroBillTracker registrou mais de 96 milhões de notas em outubro de 2011, no valor de mais de €1,876 bilhões.